# Escadas das Verdades
As Escadas das Verdades são um arruamento na freguesia da Sé da cidade do Porto, em Portugal.